# Pravi skakavci
Pravi skakavci (poljski skakavci, šaške; Acrididae), porodica kukaca iz reda Caelifera (skakavaca) koja obuhvaća skakavce u pravom smisliu riječi, odnosno prave ili poljske skakavce, ponekad nazivane i šaškama.

## A) PotporodicaAcridinaeMacLeay, 1821
:A1. Tribus Acridini MacLeay, 1821
genus Acrida Linnaeus, 1758
Acrida acuminata Stål, 1873
Acrida anatolica Dirsh, 1949
Acrida antennata Mishchenko, 1951
Acrida bara Steinmann, 1963
Acrida bicolor (Thunberg, 1815)
Acrida cinerea (Thunberg, 1815)
Acrida confusa Dirsh, 1954
Acrida conica (Fabricius, 1781)
Acrida coronata Steinmann, 1963
Acrida crassicollis Chopard, 1921
Acrida crida Steinmann, 1963
Acrida curticnema Liu, 1981
Acrida exaltata (Walker, 1859)
Acrida excentrica Woznessenskij, 1998
Acrida exota Steinmann, 1963
Acrida formosana Steinmann, 1963
Acrida fumata Steinmann, 1963
Acrida gigantea (Herbst, 1786)
Acrida granulata Mishchenko, 1951
Acrida gyarosi Steinmann, 1963
Acrida herbacea Bolívar, 1922
Acrida hsiai Steinmann, 1963
Acrida incallida Mishchenko, 1951
Acrida kozlovi Mishchenko, 1951
Acrida liangi Woznessenskij, 1998
Acrida lineata (Thunberg, 1815)
Acrida madecassa (Brancsik, 1893)
Acrida maxima Karny, 1907
Acrida montana Steinmann, 1963
Acrida oxycephala (Pallas, 1771)
Acrida palaestina Dirsh, 1949
Acrida propinqua Burr, 1902
Acrida rufipes Steinmann, 1963
Acrida shanghaica Steinmann, 1963
Acrida subtilis Burr, 1902
Acrida sulphuripennis (Gerstaecker, 1869)
Acrida testacea (Thunberg, 1815)
Acrida tjiamuica Steinmann, 1963
Acrida turrita (Linnaeus, 1758)
Acrida ungarica (Herbst, 1786)
Acrida willemsei Dirsh, 1954
genus Acridarachnea Bolívar, 1908
Acridarachnea ophthalmica Bolívar, 1908
genus Caledia Bolívar, 1914
Caledia captiva (Fabricius, 1775)
genus Calephorops Sjöstedt, 1920
Calephorops viridis Sjöstedt, 1920
genus Cryptobothrus Rehn, 1907
Cryptobothrus chrysophorus Rehn, 1907
genus Froggattina Tillyard, 1926
Froggattina australis (Walker, 1870)
genus Perala Sjöstedt, 1921
Perala viridis Sjöstedt, 1921
genus Rapsilla Sjöstedt, 1921
Rapsilla fusca Sjöstedt, 1921
genus Schizobothrus Sjöstedt, 1921
Schizobothrus flavovittatus Sjöstedt, 1921
:A2. Tribus Calephorini Yin, 1982
genus Calephorus Fieber, 1853
Calephorus compressicornis (Latreille, 1804)
Calephorus ornatus (Walker, 1870)
Calephorus vitalisi Bolívar, 1914
:A3. Tribus Hyalopterygini Brunner von Wattenwyl, 1893
genus Guaranacris Rehn, 1944
Guaranacris rubripennis (Perty, 1832)
Guaranacris specularis (Bruner, 1906)
genus Hyalopteryx Charpentier, 1845
Hyalopteryx rufipennis Charpentier, 1845
genus Metaleptea Brunner von Wattenwyl, 1893
Metaleptea adspersa (Blanchard, 1843)
Metaleptea brevicornis (Johannson, 1763)
genus Neorphula Donato, 2004
Neorphula latipennis (Bruner, 1911)
genus Orphula Stål, 1873
Orphula annectens (Hebard, 1923)
Orphula azteca (Saussure, 1861)
Orphula crassa (Bruner, 1911)
Orphula gracilicorne Bruner, 1910
Orphula jucunda Bolívar, 1896
Orphula pagana (Stål, 1861)
Orphula vitripenne (Bruner, 1904)
genus Parorphula Bruner, 1900
Parorphula graminea Bruner, 1900
genus Paulacris Rehn, 1944
Paulacris exaggerata (Burr, 1902)
:A4. Tribus Phlaeobini Brunner von Wattenwyl, 1893
genus Duroniella Bolívar, 1908
Duroniella acuta Uvarov, 1952
Duroniella afghana Shumakov, 1956
Duroniella angustata Mishchenko, 1951
Duroniella brachyptera Umnov, 1931
Duroniella carinata Mishchenko, 1951
Duroniella cooperi Uvarov, 1943
Duroniella fracta (Krauss, 1890)
Duroniella gracilis Uvarov, 1926
Duroniella iranica Bey-Bienko, 1948
Duroniella kalmyka (Adelung, 1906)
Duroniella kostylevi Bey-Bienko, 1948
Duroniella laeviceps Uvarov, 1938
Duroniella laticornis (Krauss, 1909)
Duroniella laurae (Bormans, 1885)
Duroniella lucasii (Bolívar, 1881)
Duroniella parallella Uvarov, 1950
Duroniella sogdiana Mishchenko, 1949
Duroniella turcomana Mishchenko, 1951
Duroniella volucris Uvarov, 1938
genus Holopercna Karsch, 1891
Holopercna gerstaeckerii (Bolívar, 1890)
genus Leopardia Baccetti, 1985
Leopardia bivittata Baccetti, 1985
genus Oxyphlaeobella Ramme, 1941
Oxyphlaeobella kongtumensis Mishchenko & Storozhenko, 1990
Oxyphlaeobella rugosa Ramme, 1941
genus Phlaeoba Stål, 1861
Phlaeoba abbreviata Willemse, 1931
Phlaeoba aberrans Willemse, 1937
Phlaeoba albonema Zheng, 1981
Phlaeoba angustidorsis Bolívar, 1902
Phlaeoba antennata Brunner von Wattenwyl, 1893
Phlaeoba assama Ramme, 1941
Phlaeoba brachyptera Caudell, 1921
Phlaeoba fumida (Walker, 1870)
Phlaeoba fumosa (Serville, 1838)
Phlaeoba galeata (Walker, 1870)
Phlaeoba horvathi Kuthy, 1911
Phlaeoba infumata Brunner von Wattenwyl, 1893
Phlaeoba jiuwanshanensis Zheng & Deng, 2006
Phlaeoba matsumurai (Bolívar, 1914)
Phlaeoba medogensis Liu, 1981
Phlaeoba nantouensis Ye & Yin, 2007
Phlaeoba panteli Bolívar, 1902
Phlaeoba ramakrishnai Bolívar, 1914
Phlaeoba rotundata Uvarov, 1929
Phlaeoba sikkimensis Ramme, 1941
Phlaeoba sinensis Bolívar, 1914
Phlaeoba tenebrosa (Walker, 1871)
Phlaeoba unicolor Bolívar, 1914
genus Phlaeobacris Willemse, 1932
Phlaeobacris reticulata Willemse, 1932
genus Phlaeobella Ramme, 1941
Phlaeobella floresana Ramme, 1941
Phlaeobella insularum Ramme, 1941
Phlaeobella lombokensis (Willemse, 1933)
Phlaeobella renschi Ramme, 1941
Phlaeobella rufipes Ramme, 1941
Phlaeobella sumbawana Ramme, 1941
Phlaeobella tristis Ramme, 1941
genus Phlaeobida Bolívar, 1902
Phlaeobida angustipennis (Bolívar, 1902)
Phlaeobida carinata Liu & Li, 1995
Phlaeobida chloronema Liang, 1986
Phlaeobida hainanensis Bi & Chen, 1981
Phlaeobida sumbawae Ramme, 1941
genus Pseudophlaeoba Bolívar, 1914
Pseudophlaeoba henryi Bolívar, 1914
genus Pyrgophlaeoba Miller, 1929
Pyrgophlaeoba nemoralis Miller, 1935
Pyrgophlaeoba pendleburyi Miller, 1929
genus Sikkimiana Uvarov, 1940
Sikkimiana darjeelingensis (Bolívar, 1914)
Sikkimiana jinzhongshanensis Jiang & Zheng, 1998
Sikkimiana sukhadae (Bhowmik, 1965)
genus Sinophlaeoba Niu & Zheng, 2005
Sinophlaeoba bannaensis Niu & Zheng, 2005
Sinophlaeoba brachyptera Mao, Ou & Ren, 2008
Sinophlaeoba laoyinshan Mao, Ou & Ren, 2008
Sinophlaeoba zhengi Luo & Mao, 2011
genus Sinophlaeobida Yin & Yin, 2007
Sinophlaeobida taiwanensis Yin & Yin, 2007
genus Xerophlaeoba Uvarov, 1936
Xerophlaeoba deserticola (Krauss, 1902)
:A5. Tribus Truxalini Serville, 1838
genus Truxalis Fabricius, 1775
Truxalis afghana Bey-Bienko, 1963
Truxalis annulata Thunberg, 1815
Truxalis arabica Uvarov, 1933
Truxalis bolivari Dirsh, 1950
Truxalis burtti Dirsh, 1950
Truxalis conspurcata Klug, 1840
Truxalis eximia Eichwald, 1830
Truxalis fitzgeraldi Dirsh, 1950
Truxalis grandis Klug, 1830
Truxalis guangzhouensis Liang, 1989
Truxalis huangliuensis Liu & Li, 1995
Truxalis indica (Bolívar, 1902)
Truxalis johnstoni Dirsh, 1950
†Truxalis kudiana Cockerell, 1927
Truxalis longicornis (Krauss, 1902)
Truxalis mesopotamica Dirsh, 1950
Truxalis nasuta (Linnaeus, 1758)
Truxalis obesa Bey-Bienko, 1960
Truxalis philbyi Dirsh, 1951
Truxalis procera Klug, 1830
Truxalis robusta (Uvarov, 1916)
Truxalis rubripennis Dirsh, 1950
Truxalis siamensis Dirsh, 1950
Truxalis viridifasciata (Krauss, 1902)
:A6. genus Acteana Karsch, 1896
Acteana alazonica Karsch, 1896
Acteana neavei Bolívar, 1912
:A7, genus Aeropedelloides Liu, 1981
Aeropedelloides altissimus Liu, 1981
Aeropedelloides changtunensis Yin, 1984
Aeropedelloides nigrocaudus Liu, 1981
Aeropedelloides zadoensis Yin, 1984
:A8. genus Aethiopiacris La Greca, 1994
Aethiopiacris parva La Greca, 1994
:A9. genus Afrophlaeoba Jago, 1983
Afrophlaeoba euthynota Jago, 1983
Afrophlaeoba longicornis Jago, 1983
Afrophlaeoba nguru Jago, 1983
Afrophlaeoba usambarica (Ramme, 1929)
:A10. genus Allotruxalis Rehn, 1944
Allotruxalis gracilis (Giglio-Tos, 1897)
:A11. genus Anaeolopus Uvarov, 1922
Anaeolopus dorsalis (Thunberg, 1815)
:A12. genus Bababuddinia Bolívar, 1917
Bababuddinia bizonata Bolívar, 1917
Bababuddinia dimorpha Henry, 1933
:A13. genus Bambesiana Koçak & Kemal, 2008
Bambesiana bredoi (Dirsh, 1961)
:A14. genus Brachyacrida Dirsh, 1952
Brachyacrida distanti Dirsh, 1952
:A15. genus Brachyphlaeobella Jago, 1983
Brachyphlaeobella achilles Jago, 1983
:A16. genus Calliphlaeoba Ramme, 1941
Calliphlaeoba celebensis Ramme, 1941
:A17. genus Cannula Bolívar, 1906
Cannula gracilis (Burmeister, 1838)
Cannula karschi (Kirby, 1910)
Cannula vestigialis Roy, 2003
:A18. genus Capulica Bolívar, 1917
Capulica alata Uvarov, 1929
Capulica pulla Bolívar, 1917
:A19. genus Carinacris Liu, 1984
Carinacris vittatus Liu, 1984
:A20. genus Carliola Uvarov, 1939
Carliola carinata (Uvarov, 1929)
:A21. genus Chirista Karsch, 1893
Chirista compta (Walker, 1870)
:A22. genus Chlorophlaeoba Ramme, 1941
Chlorophlaeoba hongkongensis Zheng & Li, 2012
Chlorophlaeoba longiceps Liang & Zheng, 1988
Chlorophlaeoba taiwanensis Yin, Li & Yin, 2007
Chlorophlaeoba tonkinensis Ramme, 1941
:A23. genus Chlorophlaeobella Jago, 1983
Chlorophlaeobella tananarive (Dirsh, 1963)
:A24. genus Chokwea Uvarov, 1953
Chokwea bredoi Uvarov, 1953
Chokwea burri Uvarov, 1953
Chokwea forchhammeri Johnsen, 1990
Chokwea malawii Jago, 1983
:A25. genus Chromacrida Dirsh, 1952
Chromacrida brunneriana (Bolívar, 1893)
Chromacrida radamae (Saussure, 1899)
:A26. genus Chromochokwea Jago, 1983
Chromochokwea backlundi (Uvarov, 1953)
Chromochokwea fitzgeraldi (Uvarov, 1953)
:A27. genus Chromotruxalis Dirsh, 1950
Chromotruxalis cockerelli (Uvarov, 1932)
Chromotruxalis crocea (Bolívar, 1889)
Chromotruxalis liberta (Burr, 1902)
:A28. genus Closteridea Scudder, 1893
Closteridea bauri Scudder, 1893
:A29. genus Cocytotettix Rehn, 1906
Cocytotettix argentina (Bruner, 1900)
Cocytotettix intermedia (Bruner, 1900)
Cocytotettix pulchripennis (Bruner, 1900)
:A30. genus Cohembia Uvarov, 1953
Cohembia acuta Uvarov, 1953
:A31. genus Comacris Bolívar, 1890
Comacris lamottei Chopard, 1947
Comacris semicarinatus (Gerstaecker, 1869)
:A32. genus Conuacris Willemse, 1932
Conuacris multicolor Willemse, 1932
:A33. genus Coryphosima Karsch, 1893
Coryphosima abyssinica (Uvarov, 1934)
Coryphosima bintumana Roy, 1964
Coryphosima brevicornis Karsch, 1893
Coryphosima centralis (Rehn, 1914)
Coryphosima cytidonota Jago, 1970
Coryphosima elgonensis (Uvarov, 1930)
Coryphosima maliensis Descamps, 1965
Coryphosima nimbana Chopard, 1958
Coryphosima stenoptera (Schaum, 1853)
Coryphosima vumbaensis Miller, 1949
:A34. genus Covasacris Liebermann, 1970
Covasacris pallidinota (Bruner, 1900)
:A35. genus Culmulus Uvarov, 1953
Culmulus crassior Uvarov, 1953
Culmulus stramineus Uvarov, 1953
:A36. genus Dorsthippus Donskoff, 1977
Dorsthippus baleensis Donskoff, 1977
:A37. genus Duronia Stål, 1876
Duronia chloronota (Stål, 1876)
Duronia curta Uvarov, 1953
Duronia sanguinolenta (Bolívar, 1889)
:A38. genus Duroniopsis Bolívar, 1914
Duroniopsis bitaeniata Bolívar, 1914
:A39. genus Eoscyllina Rehn, 1909
Eoscyllina fuscata (Navás, 1904)
Eoscyllina guangxiensis Li & You, 1987
Eoscyllina heilongjiangensis Zheng, Xu, Zhang, Sun & Li, 2008
Eoscyllina inexpectata Rehn, 1909
Eoscyllina kweichowensis Zheng, 1977
Eoscyllina luzonica (Bolívar, 1914)
Eoscyllina rufitibialis Li, Ji & Lin, 1985
Eoscyllina wuzhishanensis Liu & Li, 1995
Eoscyllina yaoshanensis Li & You, 1987
:A40. genus Epacromiacris Willemse, 1933
Epacromiacris javana (Willemse, 1933)
Epacromiacris virgatus Xu, Meng & Meng, 2008
:A41genus Euprepoptera Uvarov, 1953
Euprepoptera polychroma Uvarov, 1953
Euprepoptera sylvatica Popov & Fishpool, 1992
:A42genus Euthynous Stål, 1877
Euthynous coerulescens Stål, 1877
:A43. genus Eutryxalis Bruner, 1900
Eutryxalis filata (Walker, 1870)
:A44. genus Glyphoclonus Karsch, 1896
Glyphoclonus miripennis Karsch, 1896
:A45. genus Guichardippus Dirsh, 1959
Guichardippus somalicus Dirsh, 1959
:A46. genus Gymnobothroides Karny, 1917
Gymnobothroides hemipterus Miller, 1932
Gymnobothroides hypsophilia Jago, 1968
Gymnobothroides keniensis Johnston, 1937
Gymnobothroides levipes (Karsch, 1896)
Gymnobothroides pullus Karny, 1917
:A47. genus Gymnobothrus Bolívar, 1889
Gymnobothrus anchietae Bolívar, 1889
Gymnobothrus bounites Jago, 1970
Gymnobothrus carinatus Uvarov, 1941
Gymnobothrus cruciatus Bolívar, 1889
Gymnobothrus elgonensis (Sjöstedt, 1933)
Gymnobothrus ephippinotus Jago, 1966
Gymnobothrus flaviventris Uvarov, 1953
Gymnobothrus gracilis (Ramme, 1931)
Gymnobothrus inflexus Uvarov, 1934
Gymnobothrus lineaalba Bolívar, 1889
Gymnobothrus longicornis (Ramme, 1931)
Gymnobothrus madacassus Bruner, 1910
Gymnobothrus oberthuri Bolívar, 1890
Gymnobothrus rimulatus (Karsch, 1896)
Gymnobothrus roemeri (Karny, 1909)
Gymnobothrus scapularis Bolívar, 1889
Gymnobothrus sellatus Uvarov, 1953
Gymnobothrus subcarinatus (Bolívar, 1922)
Gymnobothrus temporalis (Stål, 1876)
Gymnobothrus variabilis Bruner, 1910
Gymnobothrus variegatus (Sjöstedt, 1933)
:A48. genus Hulstaertia Ramme, 1931
Hulstaertia cinnabarina Ramme, 1931
:A49. genus Hyperocnocerus Uvarov, 1953
Hyperocnocerus sulculatus (Karsch, 1893)
:A50. genus Julea Bolívar, 1914
Julea indica Bolívar, 1914
:A51. genus Kaloa Bolívar, 1909
Kaloa tabellifera Bolívar, 1909
:A52. genus Keya Uvarov, 1941
Keya capicola Uvarov, 1941
:A53. genus Lemuracris Dirsh, 1966
Lemuracris longicornis Dirsh, 1966
:A54. genus Lobopoma Karsch, 1896
Lobopoma ambages Karsch, 1896
Lobopoma mitchelli Popov & Fishpool, 1992
Lobopoma robertsoni Popov & Fishpool, 1992
:A55. genus Luzonica Willemse, 1933
Luzonica bicarinata Willemse, 1933
Luzonica luzonica Willemse, 1933
:A56. genus Machaeridia Stål, 1873
Machaeridia bilineata Stål, 1873
Machaeridia conspersa Bolívar, 1889
:A57. genus Malcolmburria Uvarov, 1953
Malcolmburria angolensis Uvarov, 1953
:A58. genus Megaphlaeoba Willemse, 1951
Megaphlaeoba crassiceps Willemse, 1951
:A59. genus Neophlaeoba Usmani & Shafee, 1983
Neophlaeoba maculata Usmani & Shafee, 1983
Neophlaeoba walayarensis Usmani & Shafee, 1983
:A60. genus Nimbacris Popov & Fishpool, 1992
Nimbacris longicornis (Chopard, 1958)
:A61. genus Nivisacris Liu, 1984
Nivisacris zhongdianensis Liu, 1984
:A62. genus Ocnocerus Bolívar, 1889
Ocnocerus bayaoi Bolívar, 1889
Ocnocerus diabolicus Karsch, 1893
:A63. genus Odontomelus Bolívar, 1890
Odontomelus afar Jago, 1995
Odontomelus agrostoides Jago, 1995
Odontomelus auk Jago, 1995
Odontomelus brachypterus (Gerstaecker, 1869)
Odontomelus brevipennis (Uvarov, 1922)
Odontomelus brunneus (Miller, 1932)
Odontomelus champhaiensis (Meinodas & Shafee, 1990)
Odontomelus chyulu Jago, 1995
Odontomelus cytidonotus Jago, 1995
Odontomelus eshowe Jago, 1995
Odontomelus gyliotelus Jago, 1995
Odontomelus ixyonotus Jago, 1995
Odontomelus kamerunensis Ramme, 1929
Odontomelus krugeri Jago, 1995
Odontomelus kwidschwianus Rehn, 1914
Odontomelus luctuosus (Bolívar, 1909)
Odontomelus mahali Jago, 1995
Odontomelus manipurensis Meinodas & Shafee, 1990
Odontomelus micropterus Johnsen & Forchhammer, 1975
Odontomelus nguruense Jago, 1995
Odontomelus nyika Jago, 1995
Odontomelus orophoides Jago, 1995
Odontomelus pallidus Sjöstedt, 1912
Odontomelus parabinervis Jago, 1995
Odontomelus pareense Jago, 1995
Odontomelus phloiodes Jago, 1995
Odontomelus pseudopallidus Jago, 1995
Odontomelus rudolfi Jago, 1995
Odontomelus scalatus (Karsch, 1896)
Odontomelus somalicus Johnsen & Schmidt, 1982
Odontomelus spodiopsis Jago, 1995
Odontomelus strigosus (Bolívar, 1889)
Odontomelus togoensis Ramme, 1929
Odontomelus zambiensis Jago, 1995
Odontomelus zulu Jago, 1995
:A64. genus Orthochtha Karsch, 1891
Orthochtha ampla (Sjöstedt, 1931)
Orthochtha angustata (Bolívar, 1889)
Orthochtha angusticornis Popov & Fishpool, 1992
Orthochtha aurea Popov & Fishpool, 1988
Orthochtha brachycnemis Karsch, 1893
Orthochtha browni Popov & Fishpool, 1992
Orthochtha coeruleipes Popov & Fishpool, 1992
Orthochtha dasycnemis (Gerstaecker, 1869)
Orthochtha dimorpha Miller, 1929
Orthochtha dimorphipes Uvarov, 1953
Orthochtha elegans Popov & Fishpool, 1992
Orthochtha grossa Bolívar, 1908
Orthochtha indica Uvarov, 1942
Orthochtha katangana Popov & Fishpool, 1992
Orthochtha modesta Popov & Fishpool, 1992
Orthochtha nadiae Popov & Fishpool, 1992
Orthochtha nigricornis (Karsch, 1893)
Orthochtha pulchripes Popov & Fishpool, 1992
Orthochtha ramchandrae Popov, 1981
Orthochtha roffeyi Popov & Fishpool, 1992
Orthochtha rosacea (Walker, 1871)
Orthochtha schmidti Popov & Fishpool, 1992
Orthochtha sudanica Popov & Fishpool, 1988
Orthochtha tunstalli Popov & Fishpool, 1992
Orthochtha venosa (Ramme, 1929)
Orthochtha zuluensis Popov & Fishpool, 1992
:A65. genus Oxybothrus Uvarov, 1953
Oxybothrus punctifrons Uvarov, 1953
:A66. genus Oxyolena Karsch, 1893
Oxyolena mucronata Karsch, 1893
:A67. genus Oxyphlaeoba Ramme, 1941
Oxyphlaeoba burmana Ramme, 1941
Oxyphlaeoba victoriae Ramme, 1941
:A68. genus Oxytruxalis Dirsh, 1950
Oxytruxalis ensis (Burr, 1899)
:A69. genus Palawanacris Ramme, 1941
Palawanacris olivacea Ramme, 1941
:A70. genus Pamacris Ramme, 1929
Pamacris carterocera (Jago, 1964)
Pamacris diversipennis Ramme, 1929
:A71. genus Panzia Miller, 1929
Panzia uvarovi Miller, 1929
:A72. genus Paracoryphosima Descamps & Wintrebert, 1966
Paracoryphosima betsileana Descamps & Wintrebert, 1966
:A73. genus Paralobopoma Rehn, 1914
Paralobopoma bugoiensis Rehn, 1914
Paralobopoma gracilis (Ramme, 1929)
Paralobopoma sjostedti Ramme, 1931
Paralobopoma viridifrons Jago, 1983
:A74. genus Paraphlaeoba Bolívar, 1902
Paraphlaeoba carinata Bolívar, 1902
Paraphlaeoba ceylonica Ramme, 1941
Paraphlaeoba platyceps Bolívar, 1902
Paraphlaeoba simoni Bolívar, 1902
:A75. genus Paraphlaeobida Willemse, 1951
Paraphlaeobida gracilis Willemse, 1951
:A76. genus Parga Walker, 1870
Parga achromoptera (Karsch, 1896)
Parga albovittata Sjöstedt, 1931
Parga bissauensis Sjöstedt, 1931
Parga coerulescens Sjöstedt, 1931
Parga cyanoptera Uvarov, 1926
Parga lamottei Chopard, 1947
Parga musanae Sjöstedt, 1931
Parga taeniata (Bolívar, 1889)
Parga togoensis Sjöstedt, 1932
Parga viridescens Sjöstedt, 1931
Parga xanthoptera (Stål, 1855)
:A77. genus Parodontomelus Ramme, 1929
Parodontomelus arachniformis Jago, 1983
Parodontomelus brachypterus (Karny, 1917)
Parodontomelus luci Hochkirch, 1999
Parodontomelus mazumbaiensis Jago, 1983
Parodontomelus microptilus Baccetti, 1997
Parodontomelus stoltzei (Johnsen, 1983)
Parodontomelus verticulus Jago, 1983
:A78. genus Pasiphimus Bolívar, 1914
Pasiphimus sagittaeformis Bolívar, 1914
:A79. genus Perella Bolívar, 1914
Perella insignis Bolívar, 1914
:A80. genus Phlocerus Fischer von Waldheim, 1833
Phlocerus menetriesi Fischer von Waldheim, 1833
Phlocerus savenkoae Mishchenko, 1941
Phlocerus svaneticus Savenko, 1941
Phlocerus zaitzevi Mishchenko, 1941
:A81. genus Phloeochopardia Dirsh, 1958
Phloeochopardia abbreviata (Chopard, 1921)
:A82. genus Phorinia Bolívar, 1914
Phorinia pictipennis Bolívar, 1914
:A83. genus Phryganomelus Jago, 1983
Phryganomelus auriventer Jago, 1983
Phryganomelus biafrensis (Bolívar, 1905)
Phryganomelus fullonius (Karsch, 1896)
Phryganomelus olivascens (Sjöstedt, 1923)
Phryganomelus phalangidus Jago, 1983
Phryganomelus romi (Bolívar, 1908)
:A84. genus Plagiacris Sjöstedt, 1931
Plagiacris bimaculata Sjöstedt, 1931
:A85. genus Platyverticula Jago, 1983
Platyverticula eucteana Jago, 1983
Platyverticula ritchiei Jago, 1983
:A86. genus Pseudoeoscyllina Liang & Jia, 1992
Pseudoeoscyllina brevipennis Sun & Zheng, 2008
Pseudoeoscyllina brevipennisoides Zhang, Zheng & Yang, 2012
Pseudoeoscyllina golmudensis Zheng & Chen, 2012
Pseudoeoscyllina helanshanensis Zheng, Zeng & Zhang, 2012
Pseudoeoscyllina longicorna Liang & Jia, 1992
Pseudoeoscyllina xinjiangensis Zheng, Yang, Zhang & Wang, 2006
:A87. genus Pseudopargaella Descamps & Wintrebert, 1966
Pseudopargaella nigropunctata Descamps & Wintrebert, 1966
:A88. genus Pseudoptygonotus Zheng, 1977
Pseudoptygonotus adentatus Zheng & Yao, 2006
Pseudoptygonotus gunshanensis Zheng & Liang, 1986
Pseudoptygonotus jinshanensis Zheng, Shi & Chen, 1994
Pseudoptygonotus kunmingensis Zheng, 1977
Pseudoptygonotus liangshanensis Zheng & Zhang, 1995
Pseudoptygonotus prominemarginis Zheng & Mao, 1996
Pseudoptygonotus xianglingensis Zheng & Zhang, 1995
:A89. genus Rastafaria Ramme, 1931
Rastafaria abessinica Ramme, 1931
Rastafaria amplificata (Johnston, 1937)
Rastafaria triangularis Bouvy, 1982
:A90. genus Rhabdoplea Karsch, 1893
Rhabdoplea angusticornis Uvarov, 1953
Rhabdoplea callosa Uvarov, 1953
Rhabdoplea munda Karsch, 1893
:A91. genus Roduniella Bolívar, 1914
Roduniella insipida (Karsch, 1896)
:A92. genus Ruganotus Yin, 1979
Ruganotus rufipes Yin, 1979
:A93. genus Rugophlaeoba Willemse, 1951
Rugophlaeoba henflingi (Willemse, 1933)
:A94. genus Shabacris Popov & Fishpool, 1992
Shabacris robusta (Bouvy, 1982)
:A95. genus Sherifuria Uvarov, 1926
Sherifuria haningtoni Uvarov, 1926
:A96. genus Sumba Bolívar, 1909
Sumba granulifera Uvarov, 1953
Sumba longicornis Ramme, 1929
Sumba punctata Uvarov, 1953
Sumba roseipennis Bolívar, 1912
Sumba rubripes Descamps & Donskoff, 1968
Sumba semicarinata Uvarov, 1953
:A97. genus Tenuihippus Willemse, 1994
Tenuihippus parvus Willemse, 1994
:A98. genus Truxaloides Dirsh, 1950
Truxaloides braziliensis (Drury, 1770)
Truxaloides burttianus Dirsh, 1954
Truxaloides chekei Popov, 1985
Truxaloides coeruleipennis (Ramme, 1929)
Truxaloides constrictus (Schaum, 1853)
Truxaloides fuscofasciatus (Bolívar, 1889)
Truxaloides serratus (Thunberg, 1815)
Truxaloides tessmanni (Ramme, 1929)
:A99. genus Uganda Bolívar, 1909
Uganda darlingtonae Ritchie, 1992
Uganda kilimandjarica (Sjöstedt, 1910)
:A100. genus Urugalla Uvarov, 1927
Urugalla pearsoni Uvarov, 1927
:A101. genus Vietteacris Descamps & Wintrebert, 1966
Vietteacris insularis Wintrebert, 1972
Vietteacris subfusca Descamps & Wintrebert, 1966
:A102. genus Vitalisia Bolívar, 1914
Vitalisia bangiensus Mahmood, Samira & Idris, 2007
Vitalisia cerambycina Bolívar, 1914
:A103. genus Weenenia Miller, 1932
Weenenia lineata Brown, 1962
Weenenia thomasseti Miller, 1932
:A104. genus Wellawaya Uvarov, 1927
Wellawaya greeni Uvarov, 1927
:A105. genus Xenocymochtha Popov & Fishpool, 1992
Xenocymochtha barkeri Popov & Fishpool, 1992
:A106. genus Xenoderus Uvarov, 1925
Xenoderus montanus Uvarov, 1925
:A107. genus Xenotruxalis Dirsh, 1950
Xenotruxalis fenestrata (Ramme, 1929)
:A108. genus Yendia Ramme, 1929
Yendia bredoi Schouteden, 1940
Yendia thrymmatoptera (Karsch, 1893)
:A109. genus Zacompsa Karsch, 1893
Zacompsa festa Karsch, 1893
Zacompsa pedestris Uvarov, 1953
:A110. genus Zambiacris Johnsen, 1983
Zambiacris townsendi Johnsen, 1983
:A111. genus Zygophlaeoba Bolívar, 1902
Zygophlaeoba atractocera Bolívar, 1914
Zygophlaeoba bolivari Henry, 1933
Zygophlaeoba collina Uvarov, 1929
Zygophlaeoba foveopunctata Bolívar, 1914
Zygophlaeoba sinuatocollis Bolívar, 1902
Zygophlaeoba truncaticollis Bolívar, 1902
Zygophlaeoba varicornis Henry, 1933

## B) PotporodicaCalliptaminaeTinkham, 1940
B1. genus Acorypha Krauss, 1877
Acorypha bimaculata (Krauss, 1902)
Acorypha brazzavillei (Sjöstedt, 1931)
Acorypha burri Uvarov, 1950
Acorypha clara (Walker, 1870)
Acorypha clara clara (Walker, 1870)
Acorypha clara dhofara Popov, 1980
Acorypha concisa (Walker, 1870)
Acorypha corallipes Sjöstedt, 1931
Acorypha decisa (Walker, 1870)
Acorypha dipelecia Jago, 1966
Acorypha divisa (Uvarov, 1950)
Acorypha ferrifer (Walker, 1870)
Acorypha glaucopsis (Walker, 1870)
Acorypha hemiptera (Uvarov, 1950)
Acorypha insignis (Walker, 1870)
Acorypha johnstoni (Kirby, 1902)
Acorypha johnstoni johnstoni (Kirby, 1902)
Acorypha johnstoni oresbia Jago, 1967
Acorypha karschi (Martínez y Fernández-Castillo, 1902)
Acorypha laticosta (Karsch, 1896)
Acorypha macracantha (Martínez y Fernández-Castillo, 1898)
Acorypha modesta Uvarov, 1950
Acorypha mossambica (Brancsik, 1893)
Acorypha nigrovariegata (Bolívar, 1889)
Acorypha nigrovariegata nigrovariegata (Bolívar, 1889)
Acorypha nigrovariegata tibialis (Kirby, 1902)
Acorypha nodula (Giglio-Tos, 1907)
Acorypha onerosa (Uvarov, 1950)
Acorypha ornatipes Uvarov, 1950
Acorypha pallidicornis (Stål, 1876)
Acorypha pallidicornis ajuran (Kevan, 1967)
Acorypha pallidicornis pallidicornis (Stål, 1876)
Acorypha picta Krauss, 1877
Acorypha pipinna Jago, 1967
Acorypha pulla (Uvarov, 1950)
Acorypha pulla pulla (Uvarov, 1950)
Acorypha pulla rendille Kevan, 1967
Acorypha recta Uvarov, 1950
Acorypha reducta (Kevan, 1967)
Acorypha saddiensis Kevan, 1967
Acorypha saussurei (Martínez y Fernández-Castillo, 1896)
Acorypha signata (Walker, 1870)
Acorypha unicarinata (Krauss, 1877)
Acorypha vittata (Bolívar, 1889)
Acorypha v-plagiata (Bruner, 1910)
B2. genus Bosumia Ramme, 1929
Bosumia tuberculata Ramme, 1929
B3. genus Brachyxenia Kirby, 1914
Brachyxenia scutifera (Walker, 1870)
B4. genus Calliptamus Serville, 1831
Calliptamus abbreviatus Ikonnikov, 1913
Calliptamus balucha Uvarov, 1938
Calliptamus barbarus (Costa, 1836)
Calliptamus cicatricosus Bolívar, 1889
Calliptamus coelesyriensis Giglio-Tos, 1893
Calliptamus cyrenaicus Jago, 1963
Calliptamus italicus (Linnaeus, 1758)
Calliptamus madeirae Uvarov, 1937
Calliptamus plebeius (Walker, 1870)
Calliptamus siciliae Ramme, 1927
†Calliptamus strausi Harz, 1973
Calliptamus tenuicercis Tarbinsky, 1930
Calliptamus testaceus Walker, 1870
Calliptamus turanicus Tarbinsky, 1930
Calliptamus wattenwylianus Pantel, 1896
B5. genus Damaracris Brown, 1972
Damaracris rupestris Brown, 1972
B6. genus Indomerus Dirsh, 1951
Indomerus noxius Dirsh, 1951
B7. genus Palaciosa Bolívar, 1930
Palaciosa khandalensis Bolívar, 1930
B8. genus Paracaloptenus Bolívar, 1878
Paracaloptenus bolivari Uvarov, 1942
Paracaloptenus caloptenoides (Brunner von Wattenwyl, 1861)
Paracaloptenus cristatus Willemse, 1973
B9. genus Peripolus Martínez y Fernández-Castillo, 1898
Peripolus nepalensis Uvarov, 1942
Peripolus pedarius (Stål, 1878)
B10. genus Sphodromerus Stål, 1873
Sphodromerus atakanus Ramme, 1951
Sphodromerus calliptamoides Uvarov, 1943
Sphodromerus coerulans Werner, 1908
Sphodromerus cruentatus Krauss, 1902
Sphodromerus decoloratus Finot, 1894
Sphodromerus gilli (Uvarov, 1929)
Sphodromerus inconspicuus Schulthess, 1894
Sphodromerus indus Soomro & Wagan, 2005
Sphodromerus kaltenbachi Harz, 1987
Sphodromerus luteipes Uvarov, 1933
Sphodromerus marmaricus Capra, 1929
Sphodromerus mus (Bolívar, 1936)
Sphodromerus occidentalis Chapman, 1937
Sphodromerus pantherinus Krauss, 1902
Sphodromerus pilipes (Janson, 1891)
Sphodromerus platynotus Kevan, 1967
Sphodromerus rathjensi Uvarov, 1936
Sphodromerus sacer (Giglio-Tos, 1893)
Sphodromerus sanguiniferus Rehn, 1901
Sphodromerus scriptipennis (Walker, 1870)
Sphodromerus serapis (Serville, 1838)
Sphodromerus somali Uvarov, 1943
Sphodromerus starcki Harz, 1985
Sphodromerus tuareg Uvarov, 1943
Sphodromerus undulatus (Kirby, 1914)
B11. genus Sphodronotus Uvarov, 1943
Sphodronotus cyclopterus (Uvarov, 1933)
Sphodronotus grandis Popov, 1951
B12. genus Stobbea Ramme, 1929
Stobbea riggenbachi Ramme, 1929
Stobbea togoensis Ramme, 1929
Stobbea undulata Ramme, 1929

## C) PotporodicaCatantopinaeBrunner von Wattenwyl, 1893
tribus Allagini Johnston, 1956
genus Allaga Karsch, 1896
Allaga ambigua Karsch, 1896
genus Sauracris Burr, 1900
Sauracris crypta Popov, 1959
Sauracris lacerta Burr, 1900
Sauracris ornata Popov, 1959
Sauracris parvula (Ramme, 1929)
Sauracris pigra (Carl, 1916)
Sauracris popovi Ritchie, 1988
Sauracris simonettae Ritchie, 1988
Sauracris striolata (Ramme, 1929)
Sauracris zinae Popov, 1959
tribus Apoboleini Johnston, 1956
genus Apoboleus Karsch, 1891
Apoboleus affinis Kevan, 1955
Apoboleus congicus (Ramme, 1929)
Apoboleus degener Karsch, 1891
Apoboleus globulifera (Karsch, 1896)
Apoboleus ludius (Karsch, 1896)
Apoboleus sudanensis Dirsh, 1952
genus Pseudophialosphera Dirsh, 1952
Pseudophialosphera severini (Ramme, 1929)
Pseudophialosphera sylvatica (Chapman, 1960)
Pseudophialosphera tectifera (Ramme, 1929)
genus Squamobibracte Ingrisch, 1989
Squamobibracte doipui Ingrisch, 1989
tribus Catantopini Brunner von Wattenwyl, 1893
subtribe Apotropina Key, 1993
genus Genus Novum 18 [temporary name]
genus Genus Novum 21 [temporary name]
genus Genus Novum 28 [temporary name]
genus Genus Novum 48 [temporary name]
genus Apotropis Bolívar, 1906
genus Azelota Brunner von Wattenwyl, 1893
genus Burcatelia Sjöstedt, 1930
genus Clepsydria Sjöstedt, 1920
genus Epallia Sjöstedt, 1921
genus Fipurga Sjöstedt, 1921
genus Goniaeoidea Sjöstedt, 1920
genus Percassa Sjöstedt, 1921
genus Perunga Sjöstedt, 1921
genus Schayera Key, 1990
subtribe Aretzina Key, 1993
genus Genus Novum 13 [temporary name]
genus Genus Novum 56 [temporary name]
genus Genus Novum 70 [temporary name]
genus Aretza Sjöstedt, 1921
genus Brachyexarna Sjöstedt, 1921
genus Exarna Brunner von Wattenwyl, 1893
genus Macrocara Uvarov, 1930
genus Terpillaria Sjöstedt, 1920
genus Zebratula Sjöstedt, 1920
subtribe Buforaniina Key, 1993
genus Genus Novum 4 [temporary name]
genus Genus Novum 60 [temporary name]
genus Buforania Sjöstedt, 1920
genus Cuparessa Sjöstedt, 1921
genus Phanerocerus Saussure, 1888
genus Raniliella Sjöstedt, 1921
genus Tapesta Sjöstedt, 1921
subtribe Catantopina Brunner von Wattenwyl, 1893
genus Catantops Schaum, 1853
genus Catantopsilus Ramme, 1929
genus Catantopsis Bolívar, 1912
genus Diabolocatantops Jago, 1984
genus Nisiocatantops Dirsh, 1953
genus Stenocatantops Dirsh, 1953
subtribe Cirphulina Key, 1993
genus Chirotepica Sjöstedt, 1936
genus Cirphula Stål, 1873
genus Macrolopholia Sjöstedt, 1920
subtribe Coryphistina Mishchenko, 1952
genus Genus Novum 40 [temporary name]
genus Genus Novum 82 [temporary name]
genus Adreppus Sjöstedt, 1921
genus Beplessia Sjöstedt, 1921
genus Camelophistes Key, 1994
genus Charpentierella Key, 1994
genus Coryphistes Charpentier, 1844
genus Euophistes Sjöstedt, 1920
genus Macrolobalia Sjöstedt, 1921
genus Relatta Sjöstedt, 1921
genus Spectrophistes Key, 1994
subtribe Cratilopina Key, 1993
```
       genus Genus Novum 22 [temporary name]
       genus Genus Novum 32 [temporary name]
       genus Genus Novum 39 [temporary name]
       genus Genus Novum 41 [temporary name]
       genus Genus Novum 42 [temporary name]
       genus Genus Novum 43 [temporary name]
       genus Caperrala Sjöstedt, 1921
       genus Cratilopus Bolívar, 1906
       genus Exarhalltia Sjöstedt, 1930
       genus Typaya Sjöstedt, 1921
```

subtribe Ecphantina Key, 1993
```
       genus Alectorolophellus Ramme, 1941
       genus Alectorolophus Brunner von Wattenwyl, 1898
       genus Althaemenes Stål, 1878
       genus Ecphantus Stål, 1878
       genus Happarana Sjöstedt, 1920
       genus Lyrolophus Ramme, 1941
       genus Mengkokacris Ramme, 1941
       genus Paralectorolophus Ramme, 1941
       genus Sulawesiana Koçak & Kemal, 2008
```

subtribe Eumecistina Key, 1993
```
       genus Genus Novum 89 [temporary name]
       genus Asoramea Sjöstedt, 1921
       genus Cervidia Stål, 1878
       genus Erythropomala Sjöstedt, 1920
       genus Eumecistes Brancsik, 1896
       genus Euomopalon Sjöstedt, 1920
       genus Genurellia Sjöstedt, 1931
       genus Microphistes Sjöstedt, 1920
       genus Pardillana Sjöstedt, 1920
       genus Pespulia Sjöstedt, 1921
       genus Retuspia Sjöstedt, 1921
```

subtribe Goniaeina Key, 1993
```
       genus Goniaea Stål, 1873
```

subtribe Hepalicina Key, 1993
```
       genus Hepalicus Sjöstedt, 1921
```

subtribe Loiteriina Key, 1993
```
       genus Loiteria Sjöstedt, 1921
```

subtribe Maclystriina Key, 1993
```
       genus Genus Novum 10 [temporary name]
       genus Genus Novum 80 [temporary name]
       genus Maclystria Sjöstedt, 1921
       genus Perloccia Sjöstedt, 1936
```

subtribe Macrazelotina Key, 1993
```
       genus Genus Novum 15 [temporary name]
       genus Genus Novum 95 [temporary name]
       genus Macrazelota Sjöstedt, 1921
       genus Rusurplia Sjöstedt, 1930
```

subtribe Macrotonina Key, 1993
```
       genus Genus Novum 79 [temporary name]
       genus Macrotona Brunner von Wattenwyl, 1893
       genus Theomolpus Bolívar, 1918
       genus Xypechtia Sjöstedt, 1921
```

subtribe Micreolina Key, 1993
```
       genus Genus Novum 12 [temporary name]
       genus Genus Novum 64 [temporary name]
       genus Genus Novum 77 [temporary name]
       genus Micreola Sjöstedt, 1920
       genus Sjoestedtacris Baehr, 1992
       genus Sumbilvia Sjöstedt, 1921
```

subtribe Peakesiina Key, 1993
```
       genus Genus Novum 66 [temporary name]
       genus Caloptilla Sjöstedt, 1921
       genus Catespa Sjöstedt, 1921
       genus Cedarinia Sjöstedt, 1920
       genus Cuprascula Sjöstedt, 1921
       genus Curpilladia Sjöstedt, 1934
       genus Desertaria Sjöstedt, 1920
       genus Lagoonia Sjöstedt, 1931
       genus Peakesia Sjöstedt, 1920
       genus Perelytrana Sjöstedt, 1936
       genus Testudinellia Sjöstedt, 1930
       genus Xanterriaria Sjöstedt, 1934
       genus Yrrhapta Sjöstedt, 1921
       genus Zabrala Sjöstedt, 1921
```

subtribe Perbelliina Key, 1993
```
       genus Genus Novum 115 [temporary name]
       genus Genus Novum 17 [temporary name]
       genus Genus Novum 5 [temporary name]
       genus Genus Novum 6 [temporary name]
       genus Ablectia Sjöstedt, 1921
       genus Capraxa Sjöstedt, 1920
       genus Minyacris Key, 1992
       genus Perbellia Sjöstedt, 1920
       genus Phaulacridium Brunner von Wattenwyl, 1893
       genus Porraxia Sjöstedt, 1921
       genus Rectitropis Sjöstedt, 1936
```

subtribe Pyrgophistina Key, 1993
```
       genus Genus Novum 46 [temporary name]
       genus Genus Novum 71 [temporary name]
       genus Pyrgophistes Key, 1992
```

subtribe Russalpiina Key, 1993
```
       genus Russalpia Sjöstedt, 1921
       genus Sigaus Hutton, 1898
       genus Tasmanalpina Key, 1991
       genus Tasmaniacris Sjöstedt, 1932
       genus Truganinia Key, 1991
```

subtribe Stropina Brunner von Wattenwyl, 1893
genus Adlappa Sjöstedt, 1920
genus Collitera Sjöstedt, 1921
genus Parazelum Sjöstedt, 1921
genus Stropis Stål, 1873
subtribe Urnisina Key, 1993
genus Rhitzala Sjöstedt, 1921
genus Urnisa Stål, 1861
genus Dimeracris Niu & Zheng, 1993
```
       species prasina Niu & Zheng, 1993
```

genus Phaeocatantops Dirsh, 1953
```
       species concolor (Karny, 1917)
       species curtinotus Jago, 1982
       species decoratus (Gerstaecker, 1869)
       species femoratus (Ramme, 1929)
       species fretus (Giglio-Tos, 1907)
       species haematofemur Jago, 1982
       species hemipterus (Miller, 1929)
       species johnstoni (Uvarov, 1942)
       species neumanni (Ramme, 1929)
       species sanguinipes (Uvarov, 1942)
       species signatus (Karsch, 1891)
       species solitarius (Karsch, 1900)
       species sulphureus (Walker, 1870)
       species tanneri Jago, 1982
       species ufipae Jago, 1982
       species uluguruense Jago, 1982
```

genus Stenocrobylus Gerstaecker, 1869
```
       synonym Stenocrobilus Passerin d'Entrèves, 1981
       species antennatus Bolívar, 1908
       species carayoni Donskoff, 1986
       species catantopoides Bruner, 1920
       species cervinus Gerstaecker, 1869
       species cinnabarinus Ramme, 1929
       species crassus Miller, 1929
       species diversicornis Uvarov, 1923
       species femoratus Bolívar, 1902
       species festivus Karsch, 1891
       species junior Uvarov, 1953
       species roseus Giglio-Tos, 1907
       species somalus Baccetti, 1984
```

genus Trichocatantops Uvarov, 1953
```
       species digitatus (Bolívar, 1889)
       species villosus (Karsch, 1893)
```

genus Xenocatantops Dirsh, 1953
```
       species acanthraus Zheng, Li & Wang, 2004
       species areolatus (Bolívar, 1908)
       species brachycerus (Willemse, 1932)
       species dirshi Willemse, 1968
       species henryi (Bolívar, 1917)
       species humilis (Serville, 1838)
       species jagabandhui Bhowmik, 1986
       species karnyi (Kirby, 1910)
       species liaoningensis Lu, Wang & Ren, 2013
       species longpennis Cao & Yin, 2007
       species luteitibia Zheng & Jiang, 2002
       species parazernyi Jago, 1982
       species sauteri (Ramme, 1941)
       species taiwanensis Cao & Yin, 2007
       species zernyi (Ramme, 1929)
```

tribus Diexiini Mishchenko, 1945
genus Bufonacridella Adelung, 1910
```
   species sumakovi Adelung, 1910
```

genus Diexis Zubovski, 1899
```
   species bellus Mishchenko, 1950
   species bucharicus Mishchenko, 1950
   species chivensis Umnov, 1930
   species ferghanensis Umnov, 1930
   species gussakovskii Miram, 1949
   species gussakovskyi Miram, 1949
   species uvarovi Tarbinsky, 1932
   species varentzovi Zubovski, 1899
```

tribus Gereniini Brunner von Wattenwyl, 1893
genus Anacranae Miller, 1934
```
   species beybienkoi Storozhenko, 2005
   species gorochovi Storozhenko, 2002
   species nuda Miller, 1934
   species vietnamensis Storozhenko, 2002
```

genus Anasedulia Dawwrueng, Storozhenko & Asanok, 2015
```
   species maejophrae Dawwrueng, Storozhenko & Asanok, 2015
```

genus Bibractella Storozhenko, 2002
```
   species sugonjaevi Storozhenko, 2002
```

genus Gerenia Stål, 1878
```
   species abbreviata Brunner von Wattenwyl, 1893
   species ambulans Stål, 1878
   species bengalensis Bhowmik & Halder, 1984
   species dorsalis (Walker, 1870)
   species intermedia Brunner von Wattenwyl, 1893
   species kongtumensis Mishchenko & Storozhenko, 1990
   species obliquinervis Stål, 1878
   species pustulipennis (Walker, 1871)
   species selangorensis Miller, 1935
   species thai Storozhenko, 2009
   species waterhousei (Bolívar, 1917)
```

genus Leosedulia Storozhenko, 2009
```
   species mistshenkoi Storozhenko, 2009
```

tribus Histrioacridini Key, 1993
```
   subtribe Histrioacridina Key, 1993
       genus Histrioacrida Sjöstedt, 1930
   subtribe Scurrina Key, 1993
       genus Scurra Key, 1992
```

tribus Kakaduacridini Key, 1993
```
   genus Kakaduacris Key, 1992
       species minuta Key, 1992
```

tribus Merehanini Baccetti, 1984
```
   genus Merehana Kevan, 1957
       species gharrei Kevan, 1957
       species somalica Ritchie, 1982
```

tribus Oxyrrhepini Tinkham, 1940
genus Oxyrrhepes Stål, 1873
```
   species cantonensis Tinkham, 1940
   species meyeri Willemse, 1936
   species obtusa (Haan, 1842)
```

tribus Paraconophymatini Otte, 1995
```
   genus Paraconophyma Uvarov, 1921
       species kashmirica Mishchenko, 1950
       species minuta Bey-Bienko, 1949
       species nana Popov, 1951
       species nepalensis (Walker, 1870)
       species polita Uvarov, 1921
       species punctata Uvarov, 1921
       species scabra (Walker, 1870)
```

tribus Stolziini Tinkham, 1940
```
   genus Stolzia Willemse, 1930
       synonym Butonacris Willemse, 1933
       synonym Incolacris Willemse, 1932
       species aberrans (Willemse, 1938)
       species atrifrons (Willemse, 1955)
       species borneensis (Willemse, 1938)
       species fasciata (Willemse, 1933)
       species flavomaculata (Willemse, 1939)
       species hainanensis (Tinkham, 1940)
       species javana Ramme, 1941
       species jianfengensis Zheng & Ma, 1989
       species nigromaculata (Willemse, 1938)
       species rubritarsi (Willemse, 1932)
       species rubromaculata Willemse, 1930
       species trifasciata (Willemse, 1932)
```

tribus Tauchirini
genus Chapacris Tinkham, 1940
```
   species tonkinensis Tinkham, 1940
```

genus Tauchira Stål, 1878
```
   species abbreviata (Serville, 1838)
   species buae Bolívar, 1898
   species damingshana Zheng, 1984
   species grandiceps (Willemse, 1928)
   species hunanensis (Fu & Zheng, 1999)
   species karnyi (Willemse, 1925)
   species longipennis (Liang, 1989)
   species obliqueannulata (Brunner von Wattenwyl, 1898)
   species oreophilus (Tinkham, 1940)
   species polychroa (Stål, 1875)
   species rufotibialis (Willemse, 1925)
   species vietnamensis Storozhenko, 1992
```

genus Toacris Tinkham, 1940
```
   species gorochovi Storozhenko, 1992
   species nanlingensis Liu & Yin, 1988
   species shaloshanensis Tinkham, 1940
   species yaoshanensis Tinkham, 1940
```

tribus Trauliini Willemse, 1921
genus Pseudotraulia Laosinchai & Jago, 1980
```
   species cornuata Laosinchai & Jago, 1980
```

genus Traulia Stål, 1873
```
   species affinis (Haan, 1842)
   species angustipennis Bi, 1985
   species annandalei Bolívar, 1917
   species antennata Bolívar, 1917
   species aphanea Willemse, 1928
   species aurora Willemse, 1921
   species azureipennis (Serville, 1838)
   species bidentata Willemse, 1957
   species bimaculata Willemse, 1932
   species borneensis Willemse, 1921
   species brachypeza Bi, 1985
   species brevipennis Zheng, Ma & Li, 1994
   species brunneri Bolívar, 1917
   species elegans Willemse, 1921
   species flavoannulata (Stål, 1861)
   species gaoligongshanensis Zheng & Mao, 1996
   species grossa Ramme, 1941
   species haani Willemse, 1921
   species hainanensis Liu & Li, 1995
   species hosei Willemse, 1935
   species hyalinala Zheng & Huo, 1999
   species incompleta Willemse, 1921
   species insularis Willemse, 1928
   species javana Ramme, 1941
   species jiulianshanensis Xiangyu, Wang & Liu, 1997
   species kukenthali Ramme, 1941
   species lineata Brunner von Wattenwyl, 1898
   species lofaoshana Tinkham, 1940
   species media Willemse, 1935
   species melli Ramme, 1941
   species mindanaensis Ramme, 1941
   species minuta Huang & Xia, 1985
   species nigrifurcula Zheng & Jiang, 2002
   species nigritibialis Bi, 1985
   species orchotibialis Liang & Zheng, 1986
   species orientalis Ramme, 1941
   species ornata Shiraki, 1910
   species palawana Willemse, 1935
   species philippina Bolívar, 1917
   species pictilis Stål, 1877
   species pumila Willemse, 1932
   species rosea Willemse, 1921
   species sanguinipes Stål, 1878
   species stali Bolívar, 1917
   species stigmatica Bolívar, 1898
   species sumatrensis Bolívar, 1898
   species superba Willemse, 1930
   species szetschuanensis Ramme, 1941
   species tibialis Ramme, 1941
   species tonkinensis Bolívar, 1917
   species tristis Ramme, 1941
   species xanthostigma Ramme, 1941
   species xiai Cao, Shi & Yin, 2015
   species yifengensis Wang, Xiangyu & Liu, 1997
```

tribus Urnisiellini Key, 1993
```
   genus Urnisiella Sjöstedt, 1930
       species rubropunctata Sjöstedt, 1930
```

tribus Uvaroviini Mishchenko, 1952
```
   genus Uvarovium Dirsh, 1927
       species desertum Dirsh, 1927
       species dirshi Uvarov, 1933
       species femorale Mishchenko, 1945
```

tribus Wiltshirellini Shumakov, 1963
```
   genus Wiltshirella Popov, 1951
       species fusiformis Popov, 1951
```

tribus Xenacanthippini Tinkham, 1940
```
   genus Xenacanthippus Miller, 1934
       species hainanensis Tinkham, 1940
       species miniatus Miller, 1934
```

genus group Serpusiae Johnston, 1956
```
   genus Aresceutica Karsch, 1896
       species morogorica Dirsh, 1954
       species subnuda Karsch, 1896
       species vansomereni Kevan, 1956
   genus Auloserpusia Rehn, 1914
       synonym Macroserpusia Ramme, 1929
       synonym Rehnacris Ramme, 1929
       synonym Rhenacris Ramme, 1929
       species albifrons Ramme, 1929
       species charadrophila Jago, 1964
       species chopardi Dirsh, 1962
       species impennis Rehn, 1914
       species kasewe Phipps, 1967
       species lacustris Rehn, 1914
       species leonensis Phipps, 1967
       species malasmanota Jago, 1964
       species miniaticeps Ramme, 1929
       species ochrobalia Jago, 1964
       species olivacea Ramme, 1929
       species phoeniconota Jago, 1970
       species picta Ramme, 1929
       species poecila Jago, 1970
       species potamites Jago, 1964
       species sagonai Ramme, 1929
       species schoutedeni Ramme, 1929
       species squamiptera (Ramme, 1929)
       species stilpnochlora Jago, 1970
       species sylvestris Rehn, 1914
       species synpicta Jago, 1970
       species zeuneri Ramme, 1929
   genus Coenona Karsch, 1896
       synonym Caenona Yin, Shi & Yin, 1996
       species brevipedalis Karsch, 1896
   genus Pteropera Karsch, 1891
       species augustini Donskoff, 1981
       species balachowskyi Donskoff, 1981
       species basilewskyi Donskoff, 1981
       species bertii Donskoff, 1981
       species bredoi Donskoff, 1981
       species brosseti Donskoff, 1981
       species carnapi Ramme, 1929
       species congoensis Donskoff, 1981
       species cornici Donskoff, 1981
       species descampsi Donskoff, 1981
       species descarpentriesi Donskoff, 1981
       species femorata (Giglio-Tos, 1907)
       species grilloti Donskoff, 1981
       species jeanninae Donskoff, 1981
       species karschi (Bolívar, 1905)
       species menieri Donskoff, 1981
       species meridionalis Donskoff, 1981
       species mirei Donskoff, 1981
       species morini Donskoff, 1981
       species pillaulti Donskoff, 1981
       species poirieri Donskoff, 1981
       species spleniata (Karsch, 1896)
       species teocchii Donskoff, 1981
       species thibaudi Donskoff, 1981
       species uniformis Bruner, 1920
       species verrucigena Karsch, 1891
       species villiersi Donskoff, 1981
   genus Segellia Karsch, 1891
       species lepida Karsch, 1893
       species nitidula Karsch, 1891
   genus Serpusia Karsch, 1891
       species blanchardi Bolívar, 1905
       species catamita Karsch, 1893
       species inflata Ramme, 1929
       species lemarineli (Bolívar, 1911)
       species opacula Karsch, 1891
       species succursor (Karsch, 1896)
   genus Serpusilla Ramme, 1931
       species andringitra Wintrebert, 1972
       species erythropyga Chopard, 1952
       species glabra Dirsh, 1962
       species malagassa (Bruner, 1910)
       species manangotra Wintrebert, 1972
       species ochreopyga Dirsh, 1962
```

genus Abisares Stål, 1878
genus Alectorolophellus Ramme, 1941
genus Alectorolophus Brunner von Wattenwyl, 1898
genus Allotriusia Karsch, 1896
genus Alpinacris Bigelow, 1967
genus Althaemenes Stål, 1878
genus Alulacris Zheng, 1981
genus Alulacroides Zheng, Dong & Xu, 2010
genus Ambrea Dirsh, 1962
genus Amismizia Bolívar, 1914
genus Anapropacris Uvarov, 1953
genus Angolacris Dirsh, 1962
genus Anischnansis Dirsh, 1959
genus Anomalocatantops Jago, 1984
genus Anthermus Stål, 1878
genus Antita Bolívar, 1908
genus Apalacris Walker, 1870
genus Apalniacris Ingrisch, Willemse & Shishodia, 2004
genus Arminda Krauss, 1892
genus Assamacris Uvarov, 1942
genus Bacuita Strand, 1932
genus Bambusacris Henry, 1933
genus Bannacris Zheng, 1980
genus Barombia Karsch, 1891
genus Bettotania Willemse, 1933
genus Beybienkoacris Storozhenko, 2005
genus Bhutanacridella Willemse, 1962
genus Bibracte Stål, 1878
genus Binaluacris Willemse, 1932
genus Brachaspis Hutton, 1898
genus Brachycatantops Dirsh, 1953
genus Brachyelytracris Baehr, 1992
genus Brownacris Dirsh, 1958
genus Bumacris Willemse, 1931
genus Burmacris Uvarov, 1942
genus Burttia Dirsh, 1951
genus Calderonia Bolívar, 1908
genus Callicatantops Uvarov, 1953
genus Cardeniopsis Dirsh, 1955
genus Cardenius Bolívar, 1911
genus Carsula Stål, 1878
genus Caryandoides Zheng & Xie, 2007
genus Carydana Bolívar, 1918
genus Celebesia Bolívar, 1917
genus Cerechta Bolívar, 1922
genus Chopardminda Morales-Agacino, 1941
genus Choroedocus Bolívar, 1914
genus Chromophialosphera Descamps & Donskoff, 1968
genus Cingalia Ramme, 1941
genus Circocephalus Willemse, 1928
genus Cledra Bolívar, 1918
genus Coloracris Willemse, 1938
genus Coniocara Henry, 1940
genus Craneopsis Willemse, 1933
genus Criotocatantops Jago, 1984
genus Crobylostenus Ramme, 1929
genus Cryptocatantops Jago, 1984
genus Cylindracris Descamps & Wintrebert, 1967
genus Deliacris Ramme, 1941
genus Dendrocatantops Descamps & Wintrebert, 1966
genus Descampsilla Wintrebert, 1972
genus Digrammacris Jago, 1984
genus Dioscoridus Popov, 1957
genus Dirshilla Wintrebert, 1972
genus Dubitacris Henry, 1937
genus Duplessisia Dirsh, 1956
genus Duviardia Donskoff, 1985
genus Eliya Uvarov, 1927
genus Enoplotettix Bolívar, 1913
genus Epacrocatantops Jago, 1984
genus Eritrichius Bolívar, 1898
genus Eubocoana Sjöstedt, 1931
genus Eupreponotus Uvarov, 1921
genus Eupropacris Walker, 1870
genus Exopropacris Dirsh, 1951
genus Fer Bolívar, 1918
genus Frontifissia Key, 1937
genus Gemeneta Karsch, 1892
genus Genimenoides Henry, 1934
genus Gerunda Bolívar, 1918
genus Guineacris Ramme, 1941
genus Hadrolecocatantops Jago, 1984
genus Harantacris Wintrebert, 1972
genus Harpezocatantops Jago, 1984
genus Hebridea Willemse, 1926
genus Heinrichius Ramme, 1941
genus Ikonnikovia Bey-Bienko, 1935
genus Indomesambria Ingrisch, 2006
genus Ischnansis Karsch, 1896
genus Ixalidium Gerstaecker, 1869
genus Javanacris Willemse, 1955
genus Kinangopa Uvarov, 1938
genus Kwidschwia Rehn, 1914
genus Lefroya Kirby, 1914
genus Liaopodisma Zheng, 1990
genus Longchuanacris Zheng & Fu, 1989
genus Longgenacris You & Li, 1983
genus Longzhouacris You & Bi, 1983
genus Lucretilis Stål, 1878
genus Lyrolophus Ramme, 1941
genus Maculacris Willemse, 1932
genus Madimbania Dirsh, 1953
genus Maga Bolívar, 1918
genus Magaella Willemse, 1974
genus Malua Ramme, 1941
genus Mananara Dirsh, 1962
genus Mayottea Rehn, 1959
genus Mazaea Stål, 1876
genus Melicodes Uvarov, 1923
genus Melinocatantops Jago, 1984
genus Meltripata Bolívar, 1912
genus Mengkokacris Ramme, 1941
genus Menglacris Jiang & Zheng, 1994
genus Mesambria Stål, 1878
genus Micronacris Willemse, 1957
genus Milleriana Willemse, 1957
genus Moessonia Willemse, 1921
genus Molucola Bolívar, 1915
genus Mopla Henry, 1940
genus Naraikadua Henry, 1940
genus Nathanacris Willemse & Ingrisch, 2004
genus Navasia Kirby, 1914
genus Noliba Bolívar, 1922
genus Ochlandriphaga Henry, 1933
genus Oenocatantops Dirsh, 1953
genus Opharicus Uvarov, 1940
genus Opiptacris Walker, 1870
genus Orthocephalum Willemse, 1921
genus Oshwea Ramme, 1929
genus Oxycardenius Uvarov, 1953
genus Oxycatantops Dirsh, 1953
genus Pachyacris Uvarov, 1923
genus Pachycatantops Dirsh, 1953
genus Pagdenia Miller, 1934
genus Palniacris Henry, 1940
genus Paprides Hutton, 1898
genus Paracardenius Bolívar, 1912
genus Paracaryanda Willemse, 1955
genus Parahysiella Wintrebert, 1972
genus Paralecterolophus Ramme, 1941
genus Paramesambria Willemse, 1957
genus Paraperineta Descamps & Wintrebert, 1967
genus Parapropacris Ramme, 1929
genus Paraserpusilla Dirsh, 1962
genus Parastenocrobylus Willemse, 1921
genus Paratoacris Li & Jin, 1984
genus Paraxenotettix Dirsh, 1961
genus Pareuthymia Willemse, 1930
genus Peitharchicus Brunner von Wattenwyl, 1898
genus Pelecinotus Bolívar, 1902
genus Perakia Ramme, 1929
genus Perineta Dirsh, 1962
genus Pezocatantops Dirsh, 1953
genus Phalaca Bolívar, 1906
genus Platycatantops Baccetti, 1985
genus Platycercacris Zheng & Shi, 2001
genus Pododula Karsch, 1896
genus Pseudofinotina Dirsh, 1962
genus Pseudogerunda Bey-Bienko, 1935
genus Pseudohysiella Dirsh, 1962
genus Pseudozubovskia Zheng, Lin, Zhang & Zeng, 2014
genus Pteroperina Ramme, 1929
genus Pyramisternum Huang, 1983
genus Racilia Stål, 1878
genus Racilidea Bolívar, 1918
genus Ranacris You & Lin, 1983
genus Salinacris Willemse, 1957
genus Sedulia Stål, 1878
genus Serpusiacris Descamps & Wintrebert, 1967
genus Serpusiformia Dirsh, 1966
genus Seyrigacris Bolívar, 1932
genus Shennongipodisma Zhong & Zheng, 2004
genus Siamacris Willemse, 1955
genus Siebersia Willemse, 1933
genus Sinopodismoides Gong, Zheng & Lian, 1995
genus Sinstauchira Zheng, 1981
genus Siruvania Henry, 1940
genus Sphaerocranae Willemse, 1972
genus Staurocleis Uvarov, 1923
genus Striatosedulia Ingrisch, 1989
genus Strombocardeniopsis Jago, 1984
genus Sulawesiana Koçak & Kemal, 2008
genus Sygrus Bolívar, 1889
genus Tangana Ramme, 1929
genus Tauchiridea Bolívar, 1918
genus Tauracris Willemse, 1931
genus Thymiacris Willemse, 1937
genus Tinnevellia Henry, 1940
genus Traulacris Willemse, 1933
genus Traulitonkinacris You & Bi, 1983
genus Triodicolacris Baehr, 1992
genus Tuberofera Willemse, 1930
genus Tunstallops Jago, 1984
genus Utanacris Miller, 1934
genus Uvarovacris Rehn, 1944
genus Veseyacris Dirsh, 1959
genus Visayia Rehn, 1944
genus Vitticatantops Sjöstedt, 1931
genus Vohemara Dirsh, 1966
genus Willemsella Miller, 1934
genus Xenotettix Uvarov, 1925
genus Zeylanacris Rehn, 1944

## D) PotporodicaCopiocerinaeBrunner von Wattenwyl, 1893
D1. tribus Aleuasini Brunner von Wattenwyl, 1893
genus Aleuas Stål, 1878
Aleuas albinae Carbonell, 2008
Aleuas curtipennis Bruner, 1911
Aleuas gracilis Stål, 1878
Aleuas lineatus Stål, 1878
Aleuas paraguayensis Carbonell, 2008
Aleuas paranensis Carbonell, 2008
Aleuas uruguayensis Carbonell, 2008
Aleuas vitticollis Stål, 1878
genus Zygoclistron Rehn, 1905
Zygoclistron falconinum (Gerstaecker, 1873)
Zygoclistron modestum Bruner, 1911
Zygoclistron nasicum (Gerstaecker, 1873)
Zygoclistron roraimae Carbonell, 1973
Zygoclistron ruschii Silva, 2016
Zygoclistron superbum Rehn, 1907
Zygoclistron trachystictum Rehn, 1905
D2. tribus Clematodini Rehn & Eades, 1961
genus Apoxitettix Descamps, 1984
Apoxitettix salvadorae (Descamps, 1975)
genus Bucephalacris Giglio-Tos, 1894
Bucephalacris bohlsii (Giglio-Tos, 1898)
Bucephalacris bucephala (Marschall, 1836)
Bucephalacris carayoni Amédégnato, 1986
Bucephalacris frater (Rehn, 1909)
genus Clematodes Scudder, 1900
Clematodes larreae Cockerell, 1900
Clematodes vanduzeei Hebard, 1923
Clematodes vanduzeei papago Rehn & Eades, 1961
Clematodes vanduzeei vanduzeei Hebard, 1923
genus Dellia Stål, 1878
Dellia bayahibe Perez-Gelabert, 2002
Dellia ciceroana Perez-Gelabert & Otte, 2012
Dellia dominicensis Perez-Gelabert, Dominici, Hierro & Otte, 1995
Dellia gemmicula Rehn & Hebard, 1938
Dellia insulana Stål, 1878
Dellia karstica Perez-Gelabert, 2001
Dellia maroona Perez-Gelabert, 2001
Dellia monticola Perez-Gelabert & Otte, 1999
Dellia roseomaculata Perez-Gelabert & Otte, 1999
Dellia viridissima Perez-Gelabert & Otte, 2012
D3. tribus Copiocerini Brunner von Wattenwyl, 1893
genus group Hippacrae Rehn & Rehn, 1944
genus Cyphacris Gerstaecker, 1889
Cyphacris bimaculata Willemse, 1948
Cyphacris decorata Gerstaecker, 1889
Cyphacris picticornis (Scudder, 1890)
genus Hippacris Scudder, 1875
Hippacris arieticeps (Saussure, 1884)
Hippacris crassa Scudder, 1875
Hippacris diversa Rehn & Rehn, 1944
Hippacris ephippium (Pictet & Saussure, 1887)
Hippacris immaculata Descamps, 1984
genus Adimantus Stål, 1878
species cubiceps (Gerstaecker, 1873)
species ornatissimus (Burmeister, 1838)
genus Antiphon Stål, 1878
species acropyrinon (Perty, 1832)
species ornatum (Saussure, 1859)
genus Caenacris Amédégnato & Descamps, 1979
species dissimilis Amédégnato & Descamps, 1979
genus Chlorohippus Bruner, 1911
species roseipennis Bruner, 1911
species violaceipennis Descamps, 1984
genus Contacris Amédégnato & Descamps, 1979
species gemmea Amédégnato & Descamps, 1979
genus Copiocera Burmeister, 1838
species austera Gerstaecker, 1889
species boliviana Bruner, 1920
species cyanoptera Descamps, 1978
species erythrogastra (Perty, 1832)
species haemotonota (Burmeister, 1838)
species harroweri Hebard, 1924
species laeta Gerstaecker, 1889
species lepida Gerstaecker, 1889
species matana Descamps, 1984
species nigricans (Walker, 1870)
species portentosa Descamps & Amédégnato, 1970
species prasina Rehn, 1916
species rubricrus Descamps, 1984
species rubriventris Descamps, 1984
species sinopensis Descamps, 1984
species specularis Gerstaecker, 1889
species surinamensis Rehn, 1913
genus Copiocerina Descamps, 1978
species formosa (Bruner, 1920)
genus Copiotettix Descamps, 1984
species megacephala Descamps, 1984
species venezuelae Descamps, 1984
genus Episcopotettix Rehn, 1903
species sulcirostris Rehn, 1903
genus Eumecacris Descamps & Amédégnato, 1972
```
   species collaris (Bruner, 1913)
   species colombiana Descamps, 1978
   species crescentifer Descamps, 1978
   species longivalva Descamps, 1984
   species palmivora Descamps, 1978
   species pygmaea Descamps, 1984
   species reducta Descamps, 1984
   species rubrosignata Descamps & Amédégnato, 1972
   species tournavista Descamps, 1984
```

genus Monachidium Serville, 1831
species lunum (Johannson, 1763)
genus Oncolopha Stål, 1873
species guttata (Thunberg, 1824)
genus Opshomala Serville, 1831
species intermedia Bruner, 1920
species viridis Serville, 1831

## E) Potporodica Coptacridinae Brunner von Wattenwyl, 1893
```
   synonym Coptacrae Brunner von Wattenwyl, 1893
   synonym Coptacrini Brunner von Wattenwyl, 1893
   genus Bocagella Bolívar, 1889
   genus Coptacra Stål, 1873
   genus Coptacrella Bolívar, 1902
   genus Coptacridia Ramme, 1941
   genus Cyphocerastis Karsch, 1891
   genus Ecphymacris Bi, 1984
   genus Epistaurus Bolívar, 1889
   genus Eucoptacra Bolívar, 1902
   genus Eustaurus Mahmood & Yousuf, 2000
   genus Exochoderes Bolívar, 1882
   genus Hintzia Ramme, 1929
   genus Pamphagella Bruner, 1910
   genus Paracoptacra Karsch, 1896
   genus Parepistaurus Karsch, 1896
   genus Physocrobylus Dirsh, 1951
   genus Pirithoicus Uvarov, 1940
   genus Poecilocerastis Ramme, 1929
   genus Rhopaloceracris Tinkham, 1940
   genus Ruwenzoracris Rehn, 1914
```

## F) Potporodica Cyrtacanthacridinae Kirby, 1910
```
   synonym Cyrtacanthacres Kirby, 1910
   synonym Cyrtacanthacrinae Kirby, 1910
   tribe Cyrtacanthacridini Kirby, 1910
   genus Acanthacris Uvarov, 1923
   genus Acridoderes Bolívar, 1889
   genus Adramita Uvarov, 1936
   genus Armatacris Yin, 1979
   genus Austracris Uvarov, 1923
   genus Bryophyma Uvarov, 1923
   genus Caledonula Uvarov, 1939
   genus Callichloracris Ramme, 1931
   genus Chondracris Uvarov, 1923
   genus Congoa Bolívar, 1911
   genus Cristacridium Willemse, 1932
   genus Finotina Uvarov, 1923
   genus Gowdeya Uvarov, 1923
   genus Halmenus Scudder, 1893
   genus Kinkalidia Sjöstedt, 1931
   genus Kraussaria Uvarov, 1923
   genus Mabacris Donskoff, 1986
   genus Nichelius Bolívar, 1888
   genus Ootua Uvarov, 1927
   genus Ordinacris Dirsh, 1966
   genus Ornithacris Uvarov, 1924
   genus Pachynotacris Uvarov, 1923
   genus Parakinkalidia Donskoff, 1986
   genus Parapachyacris Yin & Yin, 2008
   genus Rhytidacris Uvarov, 1923
   genus Ritchiella Mungai, 1992
   genus Taiacris Donskoff, 1986
```

## G) PotporodicaEgnatiinaeBey-Bienko & Mishchenko, 1951
tribus Egnatiini Bey-Bienko & Mishchenko, 1951
```
   genus Bienkonia Dirsh, 1970
       species pusilla (Bey-Bienko, 1957)
   genus Charora Saussure, 1888
       species crassivenosa Saussure, 1888
       species kurda Uvarov, 1933
       species pentagrammica Bolívar, 1899
       species persa Uvarov, 1933
       species similis Bey-Bienko, 1951
   genus Egnatiella Bolívar, 1914
       species cabrerai Bolívar, 1914
       species lineaflava Bolívar, 1914
       species macroptera Bolívar, 1914
       species major Bolívar, 1914
       species modestior Bolívar, 1914
   genus Egnatioides Vosseler, 1902
       species beybienkoi Shumakov, 1963
       species blondheimi Fishelson, 1993
       species coerulans (Krauss, 1893)
       species desertus Uvarov, 1926
       species farsistanicus Uvarov, 1933
       species fumatus Shumakov, 1963
       species kiritshenkoi Uvarov, 1933
       species lizae Pfadt, 1970
       species mendelssohni Fishelson, 1993
       species pasquieri Morales-Agacino, 1950
       species sphaerifer Bey-Bienko, 1951
       species striatus Vosseler, 1902
       species xinjiangensis Liu, 1983
   genus Egnatius Stål, 1876
       species apicalis Stål, 1876
   genus Ferganacris Sergeev & Bugrov, 1988
       species mushketovi Sergeev & Bugrov, 1988
   genus Paracharora Fishelson, 1993
       species popovi Fishelson, 1993
   genus Paregnatius Uvarov, 1933
       species kermanicus Descamps, 1967
       species moritzi Uvarov, 1933
       species salavatiani Popov, 1951
       species saltator Bey-Bienko, 1951
```

genus Leptoscirtus Saussure, 1888

## H) PotporodicaEremogryllinaeDirsh, 1956
: genus Eremogryllus Krauss, 1902
Eremogryllus hammadae Krauss, 1902
: genus Notopleura Krauss, 1902
Notopleura ifniensis Bolívar, 1936
Notopleura pygmaea Vosseler, 1902
Notopleura rothschildi Uvarov, 1923
Notopleura saharica Krauss, 1902

## I) Potporodica Euryphyminae Dirsh, 1956
```
   synonym Euryphymi Dirsh, 1956
   genus Acoryphella Giglio-Tos, 1907
   genus Acrophymus Uvarov, 1922
   genus Amblyphymus Uvarov, 1922
   genus Anabibia Dirsh, 1956
   genus Aneuryphymus Uvarov, 1922
   genus Brachyphymus Uvarov, 1922
   genus Calliptamicus Uvarov, 1922
   genus Calliptamuloides Dirsh, 1956
   genus Calliptamulus Uvarov, 1922
   genus Catantopoides Johnsen, 1990
   genus Euryphymus Stål, 1873
   genus Kevanacris Dirsh, 1961
   genus Pachyphymus Uvarov, 1922
   genus Phymeurus Giglio-Tos, 1907
   genus Platacanthoides Kirby, 1910
   genus Plegmapteroides Dirsh, 1959
   genus Plegmapteropsis Dirsh, 1956
   genus Plegmapterus Martínez y Fernández-Castillo, 1898
   genus Rhachitopis Uvarov, 1922
   genus Rhachitopoides Naskrecki, 1995
   genus Rhodesiana Dirsh, 1959
   genus Somaliacris Dirsh, 1959
   genus Surudia Uvarov, 1930
```

## J) PotporodicaEyprepocnemidinaeBrunner von Wattenwyl, 1893
```
   tribe Eyprepocnemidini Brunner von Wattenwyl, 1893
   genus Amphiprosopia Uvarov, 1921
   genus Belonocnemis Bolívar, 1914
   genus Cataloipus Bolívar, 1890
   genus Clomacris Popov, 1981
   genus Cyathosternum Bolívar, 1882
   genus Jagoa Popov, 1980
   genus Jucundacris Uvarov, 1921
   genus Malagacetrus Dirsh, 1962
   genus Malonjeacris Grunshaw, 1995
   genus Metaxymecus Karsch, 1893
   genus Neritius Bolívar, 1914
   genus Ogasawaracris Ito, 2003
   genus Oxyaeida Bolívar, 1914
   genus Paraneritius Jago, 1994
   genus Paraprocticus Grunshaw, 1995
   genus Phyllocercus Uvarov, 1941
   genus Squaroplatacris Liang & Zheng, 1987
   genus Taramassus Giglio-Tos, 1907
   genus Tenebracris Dirsh, 1962
   genus Tropidiopsis Bolívar, 1911
   genus Tylotropidius Stål, 1873
```

## K) PotporodicaGomphocerinaeFieber, 1853
```
   tribe Pacrini Zhang, Zhang & Yin, 2012 [temporary name]
   genus group Paropomala Genus Group [temporary name]
   tribe Acrolophitini
   tribe Amblytropidiini Brunner von Wattenwyl, 1893
   tribe Arcypterini Shumakov, 1963
   tribe Aulocarini Contreras & Chapco, 2006
   tribe Chrysochraontini Brunner von Wattenwyl, 1893
   tribe Cibolacrini Otte, 1981
   tribe Compsacrini Carbonell, 1995
   tribe Dnopherulaini
   tribe Dociostaurini Mishchenko, 1974
   tribe Eritettigini Otte, 1981
   tribe Gomphocerini Fieber, 1853
   tribe Hypernephiini Mishchenko, 1973
   tribe Melanotettigini Otte, 1981
   tribe Mermiriini Brunner von Wattenwyl, 1893
   tribe Ochrilidini Brunner von Wattenwyl, 1893
   tribe Orinhippini Yin, Xia & et al., 2003
   tribe Orphulellini Otte, 1979
   tribe Ramburiellini Defaut, 2012
   tribe Scyllinini Brunner von Wattenwyl, 1893
   tribe Stenobothrini Harz, 1975
   genus Acantherus Scudder & Cockerell, 1902
   genus Acocksacris Dirsh, 1958
   genus Anablepia Uvarov, 1938
   genus Azarea Uvarov, 1926
   genus Baidoceracris Chopard, 1947
   genus Brachycrotaphus Krauss, 1877
   genus Brainia Uvarov, 1922
   genus Carinulaenotus Yin, 1982
   genus Catabothrus Uvarov, 1962
   genus Chrysacris Zheng, 1983
   genus Chrysochraoides Ren & et al., 1993
   genus Cophohippus Uvarov, 1953
   genus Dhimbama Henry, 1940
   genus Diablepia Kirby, 1902
   genus Dianacris Yin, 1983
   genus Eleutherotheca Karny, 1907
   genus Ermia Popov, 1957
   genus Esselenia Hebard, 1920
   genus Faureia Uvarov, 1921
   genus Gelastorhinus Brunner von Wattenwyl, 1893
   genus Inyangana Naskrecki, 1992
   genus Italohippus Fontana & La Greca, 1999
   genus Karruhippus Brown, 1989
   genus Komandia Uvarov, 1953
   genus Kraussella Bolívar, 1909
   genus Leurohippus Uvarov, 1940
   genus Leva Bolívar, 1909
   genus Lounsburyna Uvarov, 1922
   genus Macrokangacris Yin, 1983
   genus Madurea Bolívar, 1902
   genus Malagasippus Descamps & Wintrebert, 1966
   genus Megafrohippus Jago, 1996
   genus Melinohippus Jago, 1996
   genus Mesopsis Bolívar, 1906
   genus Minihippus Jago, 1996
   genus Mongolotettix Rehn, 1928
   genus Neoleva Jago, 1996
   genus Ovambohippus Brown, 1972
   genus Paragonista Willemse, 1932
   genus Paragymnobothrus Karny, 1910
   genus Pegasidion Saussure, 1861
   genus Phonogaster Henry, 1940
   genus Platypternodes Bolívar, 1908
   genus Pnorisa Stål, 1861
   genus Primnia Stål, 1873
   genus Pseudegnatius Dirsh, 1956
   genus Pseudoberengueria Jago, 1996
   genus Pseudogmothela Karny, 1910
   genus Pseudoleva Jago, 1996
   genus Pusillarolium Zheng, 1999
   genus Quangula Uvarov, 1953
   genus Rammeihippus Woznessenskij, 1996
   genus Salariacris Descamps & Wintrebert, 1966
   genus Sporobolius Uvarov, 1941
   genus Squamopenna Lian & Zheng, 1984
   genus Stenohippus Uvarov, 1926
   genus Tanalanacris Descamps & Wintrebert, 1966
   genus Thyridota Uvarov, 1925
   genus Tinaria Stål, 1861
   genus Unalia Koçak & Kemal, 2008
   genus Xenocheila Uvarov, 1933
```

## L) PotporodicaHabrocneminaeYin, 1982
genus Habrocnemis Uvarov, 1930
Habrocnemis shanensis Uvarov, 1942
Habrocnemis sinensis Uvarov, 1930
genus Tectiacris Wei & Zheng, 2005
Tectiacris maculifemura Wei & Zheng, 2005

## M) Potporodica Hemiacridinae Dirsh, 1956
```
   synonym Euthymiae Brunner von Wattenwyl, 1893
   nomen dubium Aphanaulacris Uvarov, 1925
   tribe Dirshacrini Spearman, 2013
   tribe Hemiacridini Dirsh, 1956
   tribe Hieroglyphini Bolívar, 1912
   tribe Leptacrini Johnston, 1956
   tribe Mesopserini Otte, 1995
   genus Calamippa Henry, 1940
   genus Clonacris Uvarov, 1943
   genus Euthymia Stål, 1875
   genus Galideus Finot, 1908
   genus Gergis Stål, 1875
   genus Glauningia Ramme, 1929
   genus Hysiella Bolívar, 1906
   genus Kassongia Bolívar, 1908
   genus Limnippa Uvarov, 1941
   genus Lopheuthymia Uvarov, 1943
   genus Malagasacris Rehn, 1944
   genus Morondavia Dirsh, 1962
   genus Onetes Rehn, 1944
   genus Oraistes Karsch, 1896
   genus Pachyceracris Dirsh, 1962
   genus Paulianiobia Dirsh & Descamps, 1968
   genus Proeuthymia Rehn, 1944
   genus Pseudoserpusia Dirsh, 1962
   genus Uvarovidium Dirsh, 1956
   genus Xenippella Kevan, 1966
   genus Xenippoides Chopard, 1952
```

## N) Potporodica Leptysminae Brunner von Wattenwyl, 1893
```
   tribe Chloropseustini Amédégnato, 1974
   tribe Leptysmini Brunner von Wattenwyl, 1893
   tribe Tetrataeniini Brunner von Wattenwyl, 1893
   genus Oxyphyma Saussure, 1861
```

## O) Potporodica Marelliinae Eades, 2000
```
   genus Marellia Uvarov, 1929
```

## P) Potporodica Melanoplinae Scudder, 1897
```
   synonym Melanopli Scudder, 1897
   tribe Conalcaeini Cohn & Cantrall, 1974
   tribe Dactylotini Scudder, 1897
   tribe Dichroplini Rehn & Randell, 1963
   tribe Jivarini
   tribe Melanoplini Scudder, 1897
   tribe Podismini
   genus Agnostokasia Gurney & Rentz, 1964
   genus Aidemona Brunner von Wattenwyl, 1893
   genus Akamasacris Cigliano & Otte, 2003
   genus Duartettix Perez-Gelabert & Otte, 2000
   genus Karokia Rehn, 1964
   genus Mexacris Otte, 2007
   genus Mexitettix Otte, 2007
   genus Nisquallia Rehn, 1952
   genus Oaxaca Fontana, Buzzetti & Mariño-Pérez, 2011
   genus Parascopas Bruner, 1906
   genus Pedies Saussure, 1861
   genus Propedies Hebard, 1931
   genus Psilotettix Bruner, 1907
   genus Radacris Ronderos & Sánchez, 1983
   genus Tijucella Amédégnato & Descamps, 1979
   genus Tiyantiyana Cigliano, Pocco & Lange, 2011
```

## Q) Potporodica Oedipodinae Walker, 1871
```
   synonym Heterapterninae
   synonym Locustidae Kirby, 1825
   synonym Locustinae Kirby, 1825
   synonym Oedipodacrinae
   synonym Oedipodidae Walker, 1871
   synonym Rashidinae
   nomen dubium atrum (Eichwald, 1830)
   nomen dubium †nigrofasciolata Heer, 1849
   tribe Acrotylini Shumakov, 1963
   tribe Anconiini Hebard, 1937
   tribe Arphiini Otte, 1995
   tribe Bryodemini Bey-Bienko, 1930
   tribe Chortophagini Otte, 1995
   tribe Epacromiini Brunner von Wattenwyl, 1893
   tribe Hippiscini
   tribe Locustini Kirby, 1825
   tribe Machaerocerini Otte, 1995
   tribe Oedipodini Walker, 1871
   tribe Parapleurini Brunner von Wattenwyl, 1893
   tribe Psinidiini
   tribe Sphingonotini Johnston, 1956
   tribe Trilophidiini Shumakov, 1963
   tribe Trimerotropini Blatchley, 1920
   tribe Tropidolophini Otte, 1995
   genus †Aestilocusta Zhang, 1989
   genus Angaracrisoides Gong & Zheng, 2003
   genus Asphingoderus Bey-Bienko, 1950
   genus Atympanum Yin, 1982
   genus Aulocaroides Werner, 1913
   genus Aurilobulus Yin, 1979
   genus Austroicetes Uvarov, 1925
   genus Brancsikellus Berg, 1899
   genus Chloebora Saussure, 1884
   genus Chondronotulus Uvarov, 1956
   genus Chortoicetes Brunner von Wattenwyl, 1893
   genus Crinita Dirsh, 1949
   genus Cyanicaudata Yin, 1979
   genus Diraneura Scudder, 1897
   genus Dittopternis Saussure, 1884
   genus Elmisia Dirsh, 1949
   genus Eremoscopus Bey-Bienko, 1951
   genus Eurysternacris Chopard, 1947
   genus Fitzgeraldia Uvarov, 1952
   genus Homoeopternis Uvarov, 1953
   genus Humbe Bolívar, 1882
   genus Jinabia Uvarov, 1952
   genus Kinshaties Zheng, 1977
   genus Leptopternis Saussure, 1884
   genus Mecistopteryx Saussure, 1888
   genus Melaniacris Zheng, Zhao & Dong, 2011
   genus †Mioedipoda Stidham & Stidham, 2000
   genus Morphacris Walker, 1870
   genus Nepalacris Balderson & Yin, 1987
   genus †Nymphacrida Zhang, Sun & Zhang, 1994
   genus †Oedemastopoda Zhang, Sun & Zhang, 1994
   genus Oreacris Bolívar, 1911
   genus Promesosternus Yin, 1982
   genus Pseudaiolopus Hollis, 1967
   genus Pycnocrania Uvarov, 1941
   genus Pycnodella Descamps, 1965
   genus Pycnodictya Stål, 1873
   genus Pycnostictus Saussure, 1884
   genus Qualetta Sjöstedt, 1921
   genus Rashidia Uvarov, 1933
   genus Tibetacris Chen, 1964
   genus Tmetonota Saussure, 1884
   genus Zimbabwea Miller, 1949
```

## R) Potporodica Ommatolampidinae Brunner von Wattenwyl, 1893
```
   synonym Ommatolampinae Brunner von Wattenwyl, 1893
   tribe Abracrini Amédégnato, 1974
   tribe Aspidophymini Bolívar, 1884
   tribe Clematodinini Amédégnato, 1974
   tribe Ommatolampidini
   tribe Pauracrini Amédégnato, 1974
   tribe Pycnosarcini Liebermann, 1951
   tribe Syntomacrini Amédégnato, 1974
   genus Beckeracris Amédégnato & Descamps, 1979
   genus Lagidacris Amédégnato & Descamps, 1979
   genus Reyesacris Fontana, Buzzetti & Mariño-Pérez, 2011
   genus Tergoceracris Perez-Gelabert & Otte, 2003
```

## S) Potporodica Oxyinae Brunner von Wattenwyl, 1893
```
   synonym Oxyae Brunner von Wattenwyl, 1893
   tribe Oxyini Brunner von Wattenwyl, 1893
   tribe Praxibulini Rehn, 1957
   genus Badistica Karsch, 1891
   genus Boninoxya Ishikawa, 2011
   genus Chitaura Bolívar, 1918
   genus Cylindrotiltus Ramme, 1929
   genus Digentia Stål, 1878
   genus Dirshia Brown, 1962
   genus Gerista Bolívar, 1905
   genus Hygracris Uvarov, 1921
   genus Oxycrobylus Ingrisch, 1989
   genus Oxytauchira Ramme, 1941
   genus Pterotiltus Karsch, 1893
```

## T) PotporodicaPauliniinaeHebard, 1923
genus Paulinia Blanchard, 1843
1. Paulinia acuminata (De Geer, 1773)

## U) Potporodica Proctolabinae Amédégnato, 1974
```
   tribe Coscineutini Brunner von Wattenwyl, 1893
   tribe Proctolabini Amédégnato, 1974
```

## V) Potporodica Rhytidochrotinae Brunner von Wattenwyl, 1893
```
   synonym Rhytidochrotae Brunner von Wattenwyl, 1893
   genus Brakeracris Rowell, 1995
   genus Chiriquacris Rowell & Bentos-Pereira, 2005
   genus Driphilacris Descamps & Amédégnato, 1972
   genus Exerythracris Rowell, 1995
   genus Galidacris Descamps & Amédégnato, 1972
   genus Hylopedetes Rehn, 1929
   genus Lathacris Descamps & Amédégnato, 1972
   genus Liparacris Descamps & Amédégnato, 1972
   genus Micropaon Descamps & Rowell, 1984
   genus Muyscacris Hebard, 1923
   genus Oedalacris Descamps & Amédégnato, 1972
   genus Opaon Kirby, 1902
   genus Opaonella Hebard, 1923
   genus Parapiezops Hebard, 1923
   genus Paropaon Hebard, 1923
   genus Piezops Hebard, 1923
   genus Rhytidochrota Stål, 1873
   genus Scirtopaon Descamps & Rowell, 1984
   genus Talamancacris Rowell, 1995
   genus Trichopaon Descamps & Amédégnato, 1972
```

## W) Potporodica Spathosterninae Rehn, 1957
Tribus Spathosternini Rehn, 1957
genus Laxabilla Sjöstedt, 1934
Laxabilla smaragdina Sjöstedt, 1934
genus Paraspathosternum Ramme, 1929
Paraspathosternum andringitra Dirsh, 1962
Paraspathosternum pedestre (Miller, 1929)
genus Spathosternum Krauss, 1877
Spathosternum abbreviatum Uvarov, 1929
Spathosternum brevipenne Chopard, 1958
Spathosternum curtum Uvarov, 1953
Spathosternum malagassum Dirsh, 1962
Spathosternum nigrotaeniatum (Stål, 1876)
Spathosternum planoantennatum Ingrisch, 1986
Spathosternum prasiniferum (Walker, 1871)
Spathosternum prasiniferum prasiniferum (Walker, 1871)
Spathosternum prasiniferum sinense Uvarov, 1931
Spathosternum prasiniferum xizangensis Yin, 1982
Spathosternum prasiniferum yunnanense Wei & Zheng, 2005
Spathosternum pygmaeum Karsch, 1893
Spathosternum venulosum Stål, 1878

## X)PotporodicaTeratodinaeBrunner von Wattenwyl, 1893
genus Acrostegastes Karsch, 1896
Acrostegastes affinis Schulthess, 1898
Acrostegastes florisi Baccetti, 1984
Acrostegastes glaber Karsch, 1896
Acrostegastes mollipes Karsch, 1896
Acrostegastes rougeoti Donskoff, 1977
genus Esfandiaria Popov, 1951
Esfandiaria obesa Popov, 1951
genus Eurynotacris Ramme, 1931
Eurynotacris somalica Ramme, 1931
genus Kabulia Ramme, 1928
Kabulia afghana Ramme, 1928
Kabulia balucha Uvarov, 1931
Kabulia evansi Uvarov, 1931
Kabulia indica Ramme, 1928
Kabulia kostylevi Bey-Bienko, 1949
Kabulia nuristana Ramme, 1952
genus Lyrotyloides Bey-Bienko, 1956
Lyrotyloides viridis Bey-Bienko, 1956
genus Lyrotylus Uvarov, 1923
Lyrotylus kermanicus Shumakov, 1956
Lyrotylus modestus Bey-Bienko, 1956
Lyrotylus persicus Uvarov, 1923
genus Robecchia Schulthess, 1898
Robecchia gibba Baccetti, 1991
Robecchia granulosa Uvarov, 1931
Robecchia obesa Schulthess, 1898
Robecchia tricolor Baccetti, 1991
genus Teratodes Brullé, 1835
Teratodes foliatus (Herbst, 1803) [temporary name]
Teratodes brachypterus Carl, 1916
Teratodes monticollis (Gray, 1832)

## Y PotporodicaTropidopolinaeJacobson, 1905
Tribus Tristriini Mishchenko, 1945
genus Tristria Stål, 1873
Tristria angolensis Bolívar, 1890
Tristria brachyptera Bolívar, 1912
Tristria conica Uvarov, 1953
Tristria conops Karsch, 1896
Tristria discoidalis Bolívar, 1890
Tristria guangxiensis Li, Lu, Jiang & Meng, 1991
Tristria marginicosta Karsch, 1896
Tristria pallida Karny, 1907
Tristria pisciforme (Serville, 1838)
Tristria pulvinata (Uvarov, 1921)
genus Tristriella Descamps & Wintrebert, 1967
Tristriella malagassa Descamps & Wintrebert, 1967
Tribus Tropidopolini Jacobson, 1905
genus Tropidopola Stål, 1873
Tropidopola cylindrica (Marschall, 1836)
Tropidopola daurica Uvarov, 1926
Tropidopola graeca Uvarov, 1926
Tropidopola longicornis (Fieber, 1853)
Tropidopola nigerica Uvarov, 1937
Tropidopola syriaca (Walker, 1871)
Tropidopola turanica Uvarov, 1926
genus Afroxyrrhepes Uvarov, 1943
Afroxyrrhepes acuticercus Dirsh, 1954
Afroxyrrhepes brevifurca Uvarov, 1943
Afroxyrrhepes luteipes La Greca, 1993
Afroxyrrhepes obscuripes Uvarov, 1943
Afroxyrrhepes procera (Burmeister, 1838)
genus Chloroxyrrhepes Uvarov, 1943
Chloroxyrrhepes virescens (Stål, 1873)
genus Dabba Uvarov, 1933
Dabba bampura Uvarov, 1933
genus Homoxyrrhepes Uvarov, 1926
Homoxyrrhepes incerta Salfi, 1954
Homoxyrrhepes punctipennis (Walker, 1870)
genus Mesopsilla Ramme, 1929
Mesopsilla roseoviridis Ramme, 1929
genus Musimoja Uvarov, 1953
Musimoja exilis Uvarov, 1953
genus Petamella Giglio-Tos, 1907
Petamella fallax Giglio-Tos, 1907
Petamella prosternalis (Karny, 1907)
genus Pseudotristria Dirsh, 1961
Pseudotristria cylindrica (Uvarov, 1953)
Pseudotristria isabelleae Johnsen, 1986
Pseudotristria manicae (Miller, 1949)
Tribus Eucopiocerini Descamps, 1975
genus Chapulacris Descamps, 1975
Chapulacris albanica Descamps, 1975
Chapulacris palmicola Descamps, 1975
genus Eucopiocera Bruner, 1908
Eucopiocera rubripes Bruner, 1908
genus Halffterina Descamps, 1975
Halffterina albosignata Descamps, 1975
Halffterina furculata Descamps, 1975
genus Leptalacris Descamps & Rowell, 1978
Leptalacris fastigiata Descamps & Rowell, 1978
genus Acridurus Perez-Gelabert, Dominici, Hierro & Otte, 1995
Acridurus neibanus Perez-Gelabert, Dominici, Hierro & Otte, 1995
Acridurus robustus Perez-Gelabert, Dominici, Hierro & Otte, 1995
Acridurus yayitas Perez-Gelabert, Dominici, Hierro & Otte, 1995
genus Atopacris Amédégnato & Poulain, 1998
Atopacris manabiensis Amédégnato & Poulain, 1998
genus †Heeracris Zeuner, 1937
†Heeracris oeningensis (Scudder, 1895)
genus Hispanacris Perez-Gelabert, Dominici, Hierro & Otte, 1995
Hispanacris oreades Perez-Gelabert, Dominici, Hierro & Otte, 1995
genus Hispanotettix Perez-Gelabert, Dominici, Hierro & Otte, 1995
Hispanotettix nitidus Perez-Gelabert, Dominici, Hierro & Otte, 1995
genus Jumandiacris Amédégnato & Poulain, 1998
Jumandiacris perlata Amédégnato & Poulain, 1998
genus Melliacris Ramme, 1941
Melliacris sinensis Ramme, 1941
genus Palandella Amédégnato & Poulain, 1998
Palandella cardinalis Amédégnato & Poulain, 1998
genus Schmidtiacris Storozhenko, 2002
Schmidtiacris longdongensis (Zheng, 1984)
Schmidtiacris schmidti (Ikonnikov, 1913)
genus Sinop Descamps, 1984
Sinop gracilifemur Descamps, 1984
genus †Taeniopodites Cockerell, 1909
†Taeniopodites pardalis Cockerell, 1909
genus Tylotropidiopsis Storozhenko, 1992
Tylotropidiopsis abrepta Storozhenko, 1992
genus †Tyrbula Scudder, 1885
†Tyrbula russelli Scudder, 1885
†Tyrbula scudderi Cockerell, 1914